# Live Without a Net (Van Halen)
Live Without a Net è un film concerto del gruppo musicale statunitense Van Halen, pubblicato nel 1987 dalla Warner Reprise Video. È stato registrato durante l'esibizione tenuta al Veterans Memorial Coliseum di New Haven, Connecticut, il 27 agosto 1986. Fu parte del tour promozionale dell'album 5150, che rappresentò la prima serie di concerti dei Van Halen con il nuovo cantante Sammy Hagar.

## Tracce
1. Intro
2. There's Only One Way to Rock (Sammy Hagar)
3. Summer Nights (Hagar, Eddie van Halen, Alex van Halen, Michael Anthony)
4. Get Up (Hagar, E. van Halen, A. van Halen, Anthony)
5. Drum Solo (A. van Halen)
6. 5150 (Hagar, E. van Halen, A. van Halen, Anthony)
7. Best of Both Worlds (Hagar, E. van Halen, A. van Halen, Anthony)
8. Bass Solo (Anthony)
9. Panama (David Lee Roth, E. van Halen, A. van Halen, Anthony)
10. Love Walks In (Hagar, E. van Halen, A. van Halen, Anthony)
11. Guitar Solo: 316 / Eruption / Cathedral / Mean streets intro / Spanish Fly (E. van Halen)
12. I Can't Drive 55 (Hagar)
13. Ain't Talkin' 'bout Love (Roth, E. van Halen, A. van Halen, Anthony)
14. Why Can't This Be Love (Hagar, E. van Halen, A. van Halen, Anthony)
15. Rock and Roll (Jimmy Page, Robert Plant, John Paul Jones, John Bonham)

## Informazioni aggiuntive
- Il film concerto ha subito diverse modifiche, sono stati tagliati diversi pezzi (come Dreams e You Really Got Me) e alcune canzoni appaiono in un ordine diverso rispetto all'esibizione originale.
- Best of Both Worlds includeva originariamente anche una parte di Addicted to Love di Robert Palmer, che venne trasmessa durante gli MTV Video Music Awards 1986, ma che è stata tagliata dalla versione home video.
- È stato commesso un errore nel montaggio video del concerto: durante l'assolo di chitarra, si vede Eddie van Halen che infila la sua sigaretta sotto le corde dietro la paletta; pochi istanti dopo, Eddie fuma la sigaretta che poi scarta a terra; dopo pochi secondi appare nuovamente la sigaretta nel suo posto originario, dietro la paletta.
- La prima porzione dell'assolo di chitarra di Eddie sarà successivamente registrata in studio per l'album For Unlawful Carnal Knowledge, con il titolo 316.
- Originariamente pubblicato in VHS e Laserdisc, Live Without a Net è stato pubblicato in DVD nel 2004 sia in formato audio Stereo che in Surround Sound - Dolby 5.1.

## Formazione
- Sammy Hagar – voce, chitarra
- Eddie van Halen – chitarra, tastiere, cori
- Michael Anthony – basso, cori
- Alex van Halen – batteria, percussioni